# Jacques Durand (automobile)
Pour les articles homonymes, voir Jacques Durand et Durand.
Jacques Durand, né le 28 juin 1920 à Paris et mort le 16 août 2009 à Mougins, est un concepteur d'automobiles qui est à l'origine des modèles Atla (en), Sera (en), Jidé et Scora. Il construit aussi des modèles Arista déjà lancés par Raymond Gaillard et participe à l'aventure de la Sovam.

## Les débuts
Le premier modèle conçu par Jacques Durand est l'Atla (en) sortie des ateliers de montage de Malakoff et de Garches. Elle avait un moteur Panhard et une douzaine de voitures sont construites. Le modèle suivant est la Sera sur base de Panhard Dyna Z, les premières voitures sortent d'un atelier parisien alors que les dernières seront montées dans l'ancienne usine Motobloc à Bordeaux.

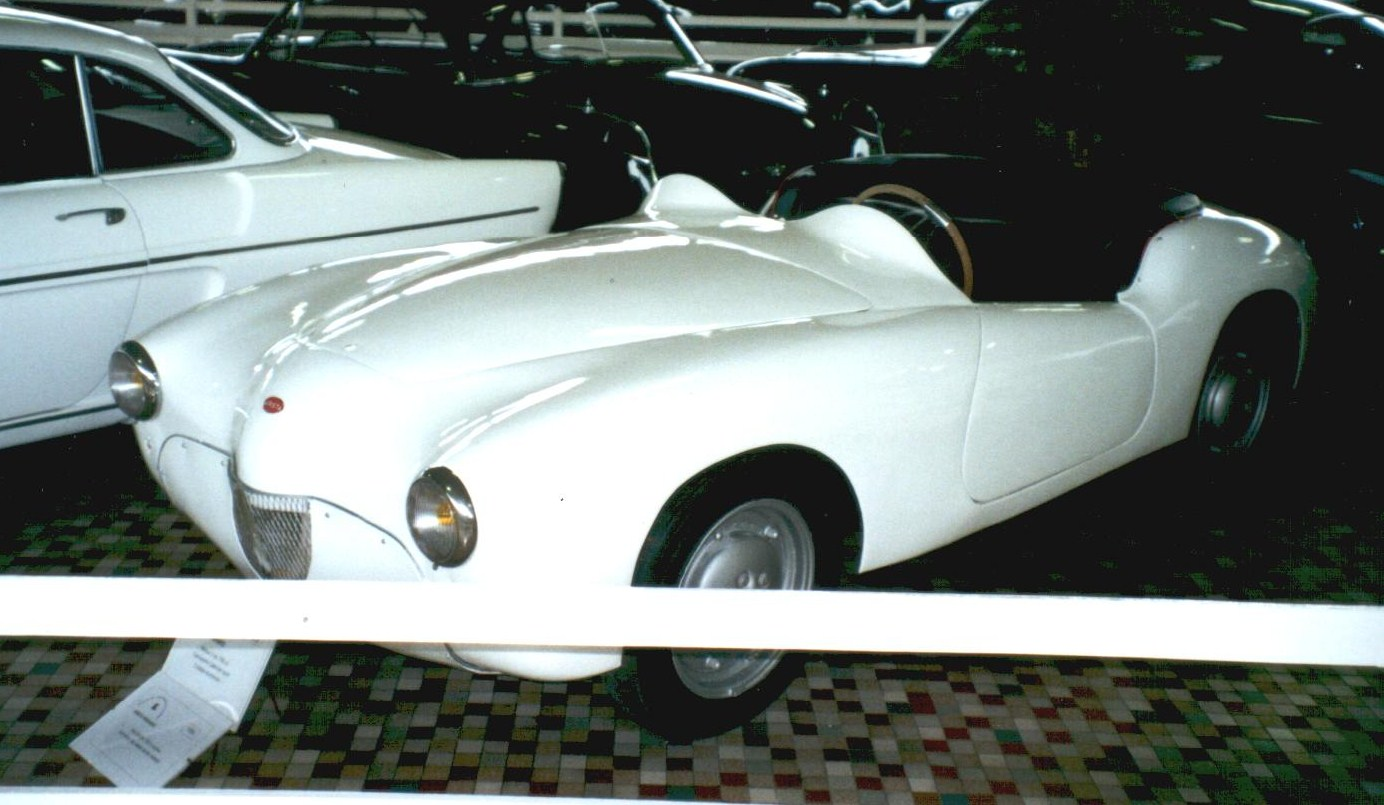
L'Arista de 1954
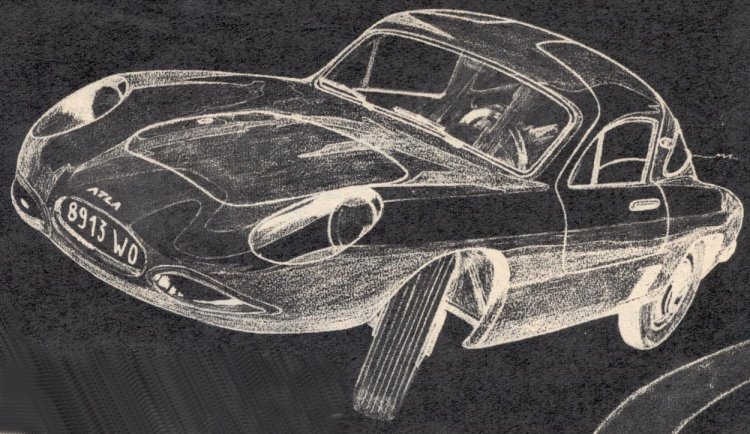
L'Atla 1958
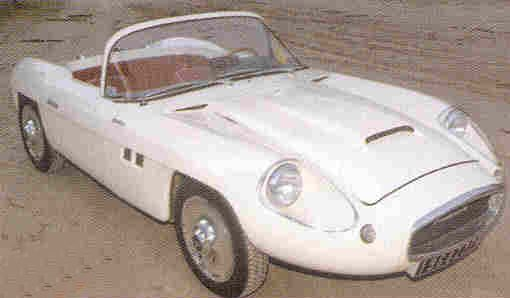
La Sera de 1959

## La sovam
En 1964, le VUL (Véhicule Utilitaire de Livraison) est lancé par Sovam avec une carrosserie polyester sur un châssis de Renault 4 raccourci. Ce petit véhicule était idéal pour le transport en ville. L'année suivante André Morin, le fondateur de Sovam, a l'idée de créer une petite voiture de sport sur la base d'un châssis de Renault 4, il sera aidé par Jacques Durand qui sera son maquettiste. La voiture est présentée au Salon de l'auto de 1965 et devant l'intérêt qui est porté à la voiture il est décidé de la fabriquer. Elle le sera jusqu'en 1968.

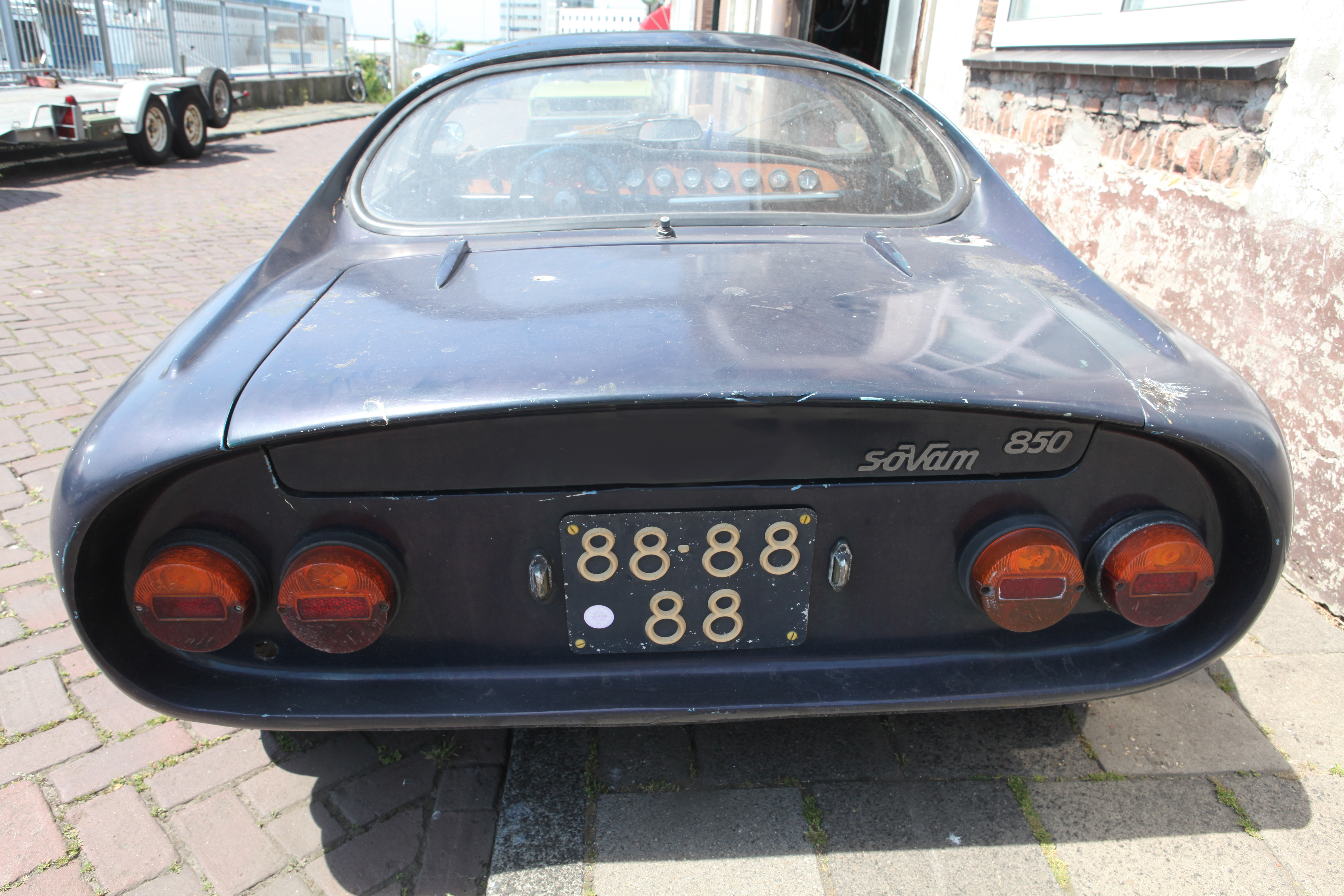
La Sovam 1966
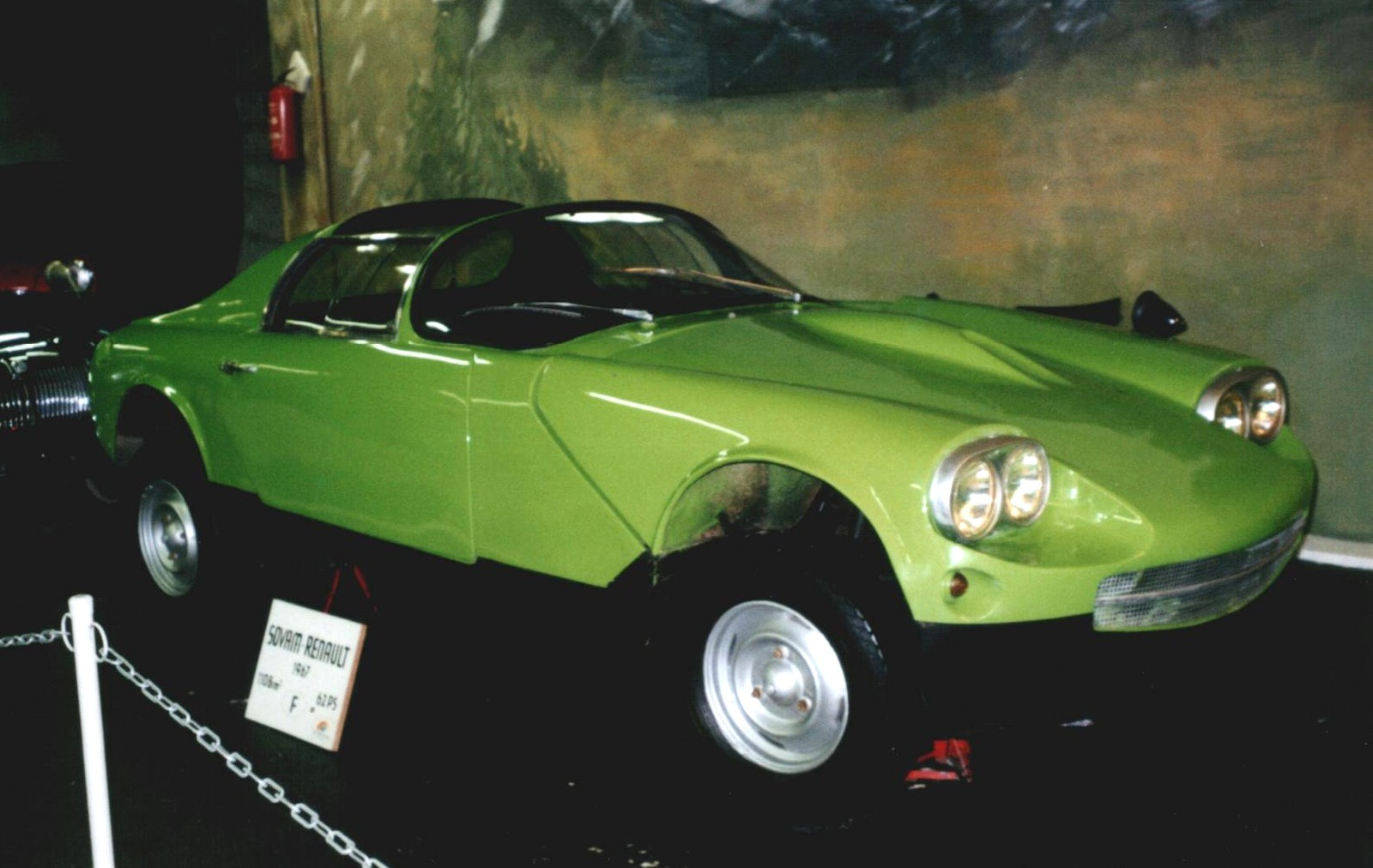
La Sovam de 1967
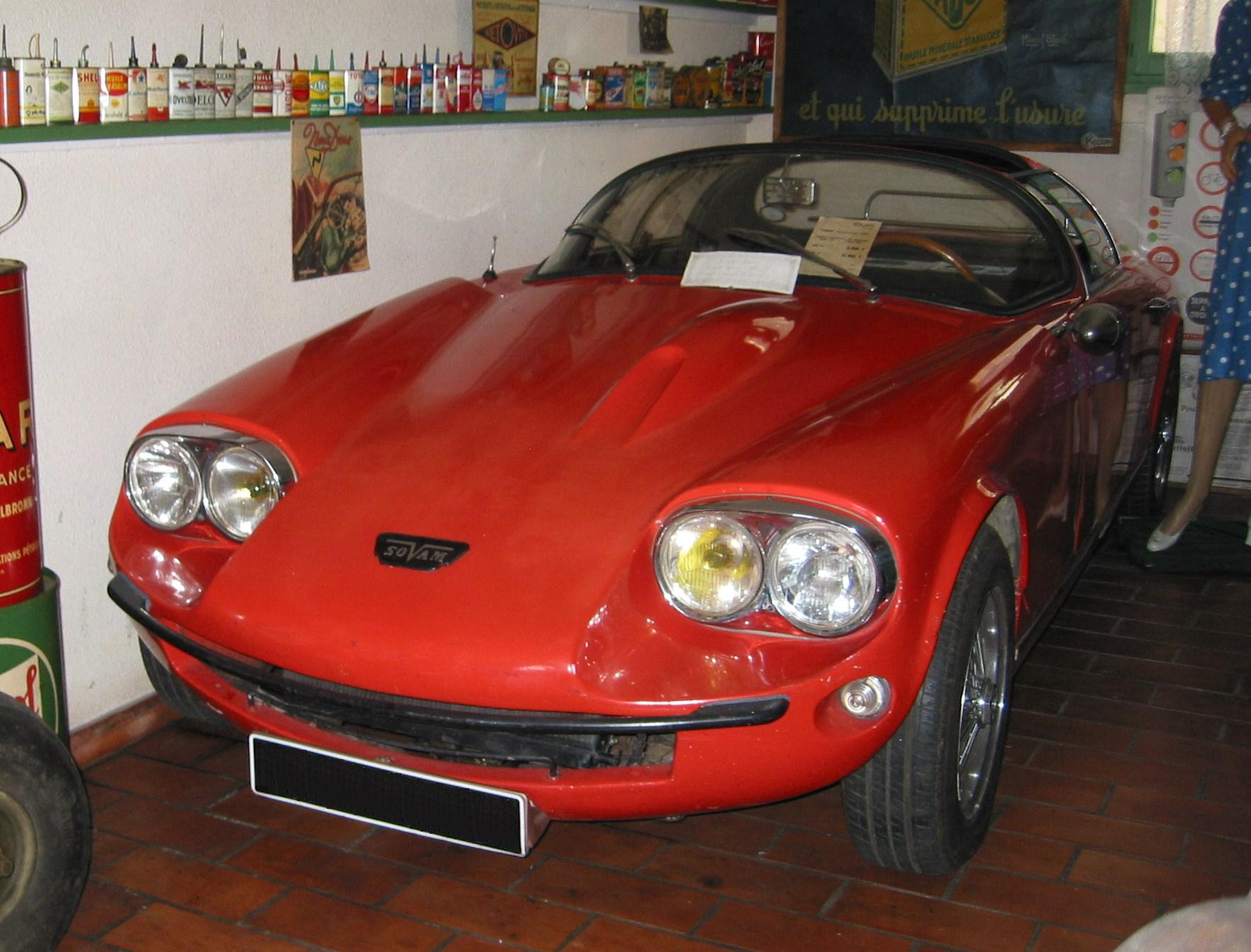
La Sovam de 1968

## Les Jidé et Scora
Laisser libre après l'arrêt de la production de la Sovam, Jacques Durand s'installe dans une commune proche de Parthenay pour lancer un coupé sportif à moteur R8 Gordini avec une carrosserie polyester. Le modèle est vendu soit en kit, soit monté.
En 1973, Jacques Durand vend la marque à Michel Baxas qui souhaite remplacer le moteur Renault 1600 par un moteur plus puissant le Porsche de 2,2 litres et pouvoir ainsi engager la voiture sur circuit. Mais il ne réussira pas dans son entreprise. Quant à Jacques Durand, il repart sur un nouveau projet basé à Lapleau en Corrèze avec la Scora (Société CORrézienne d'Automobile).